# Xanthogaleruca luteola
Xanthogaleruca luteola är en skalbaggsart som först beskrevs av Müller 1766.  Xanthogaleruca luteola ingår i släktet Xanthogaleruca och familjen bladbaggar. Enligt den svenska rödlistan är arten nationellt utdöd i Sverige. . Arten har tidigare förekommit i Götaland och Svealand men är numera lokalt utdöd. Artens livsmiljö är skogslandskap, jordbrukslandskap. Inga underarter finns listade i Catalogue of Life.

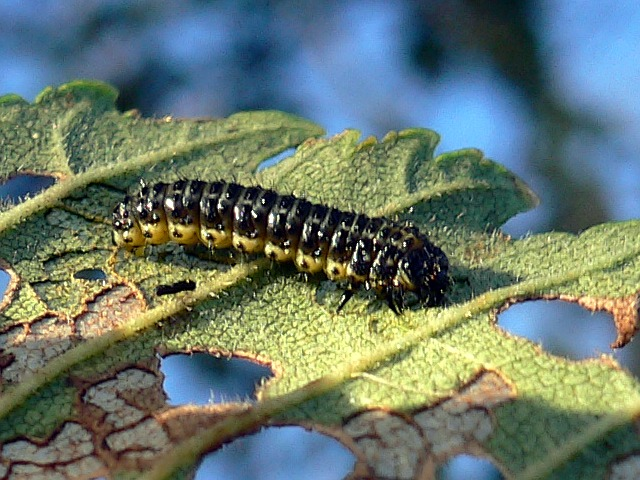
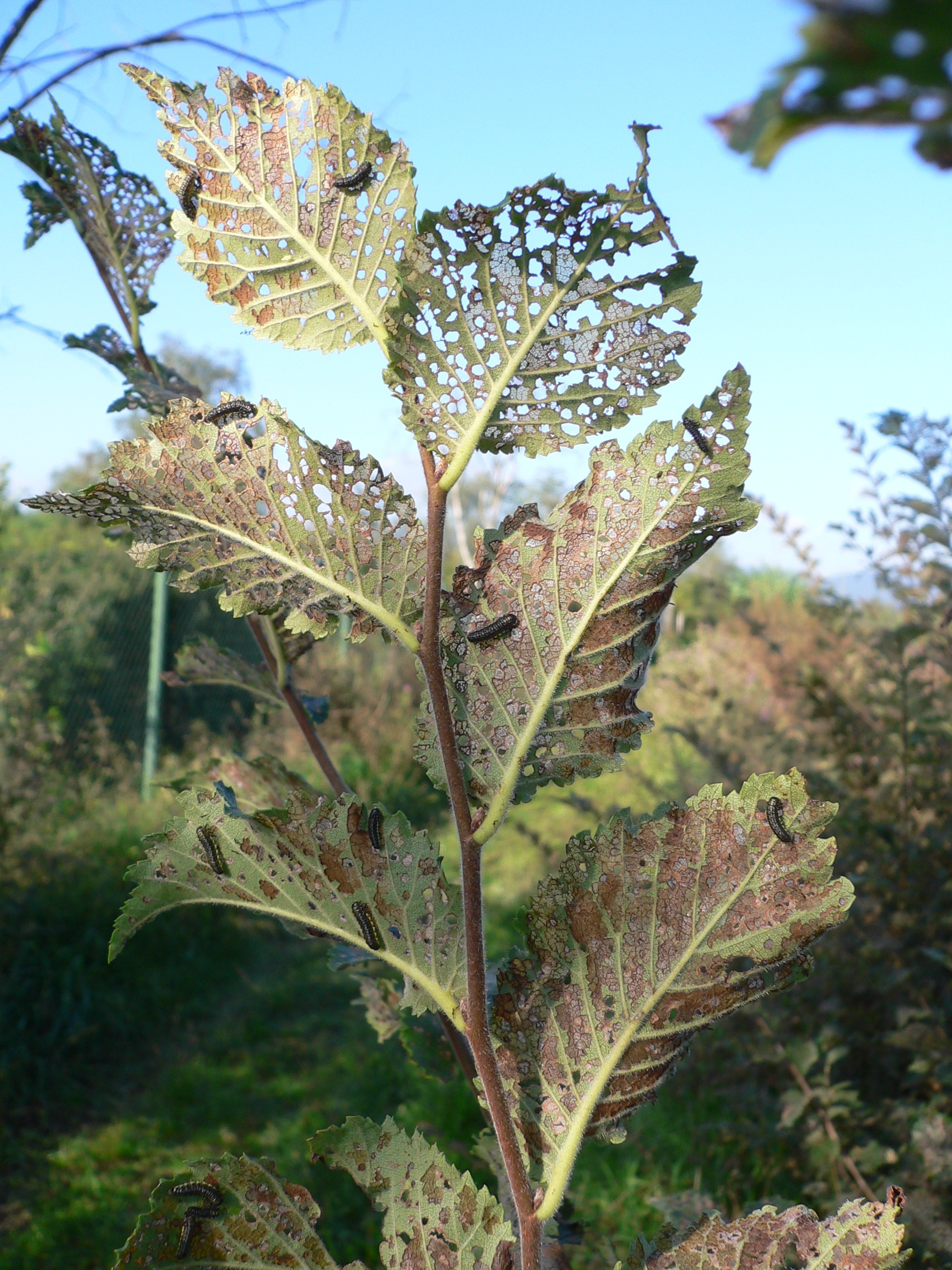
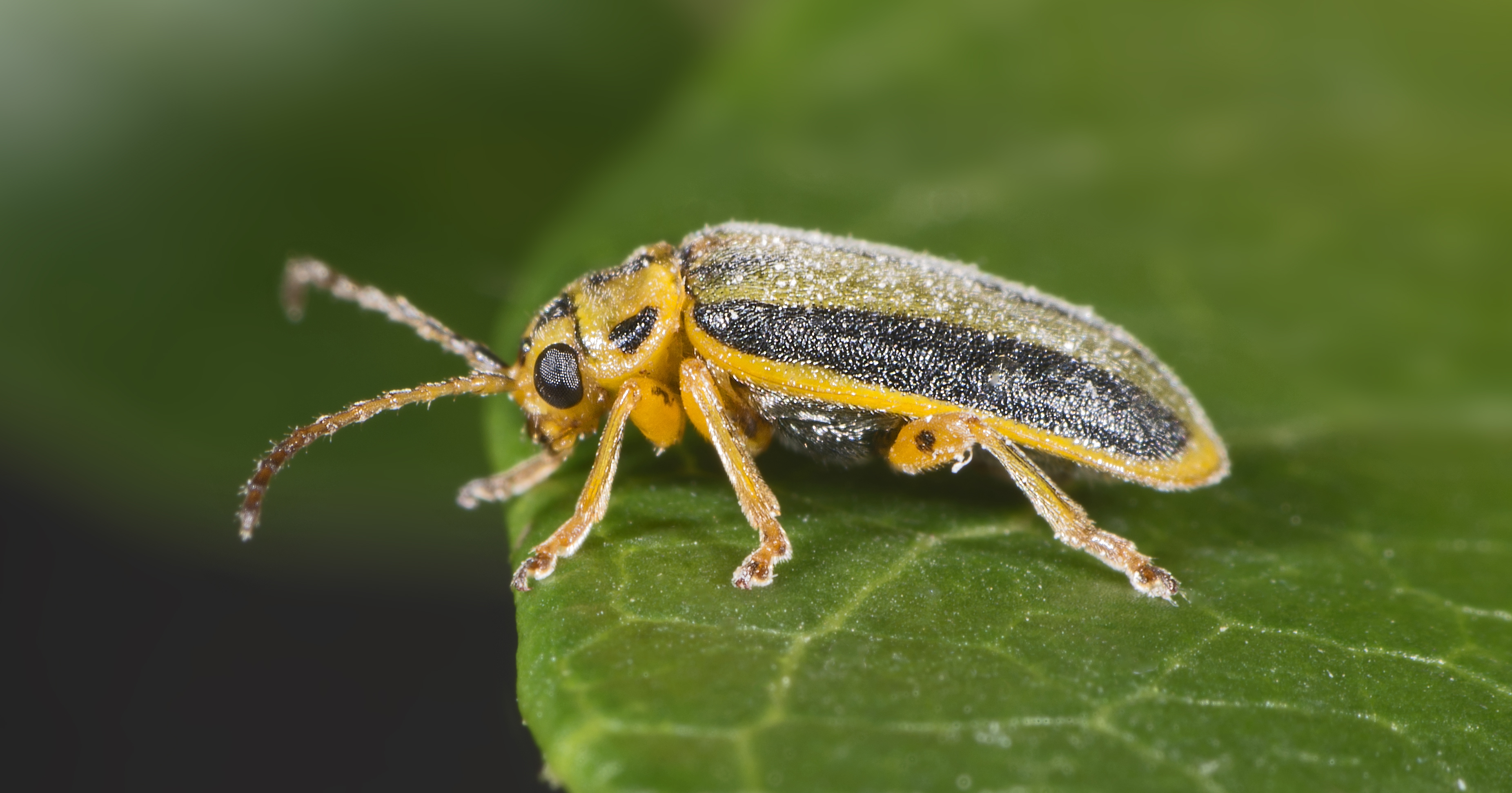

## Bildgalleri

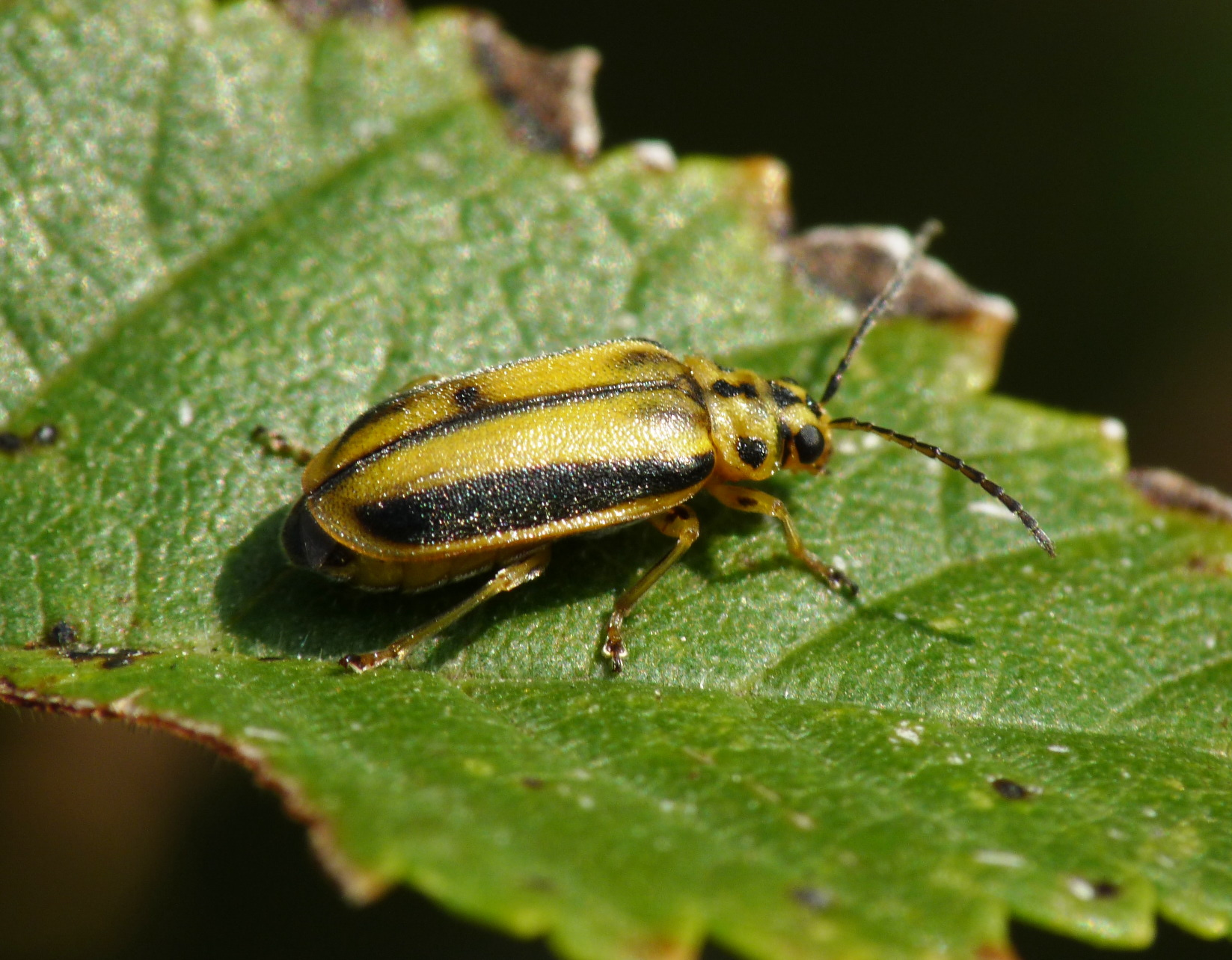
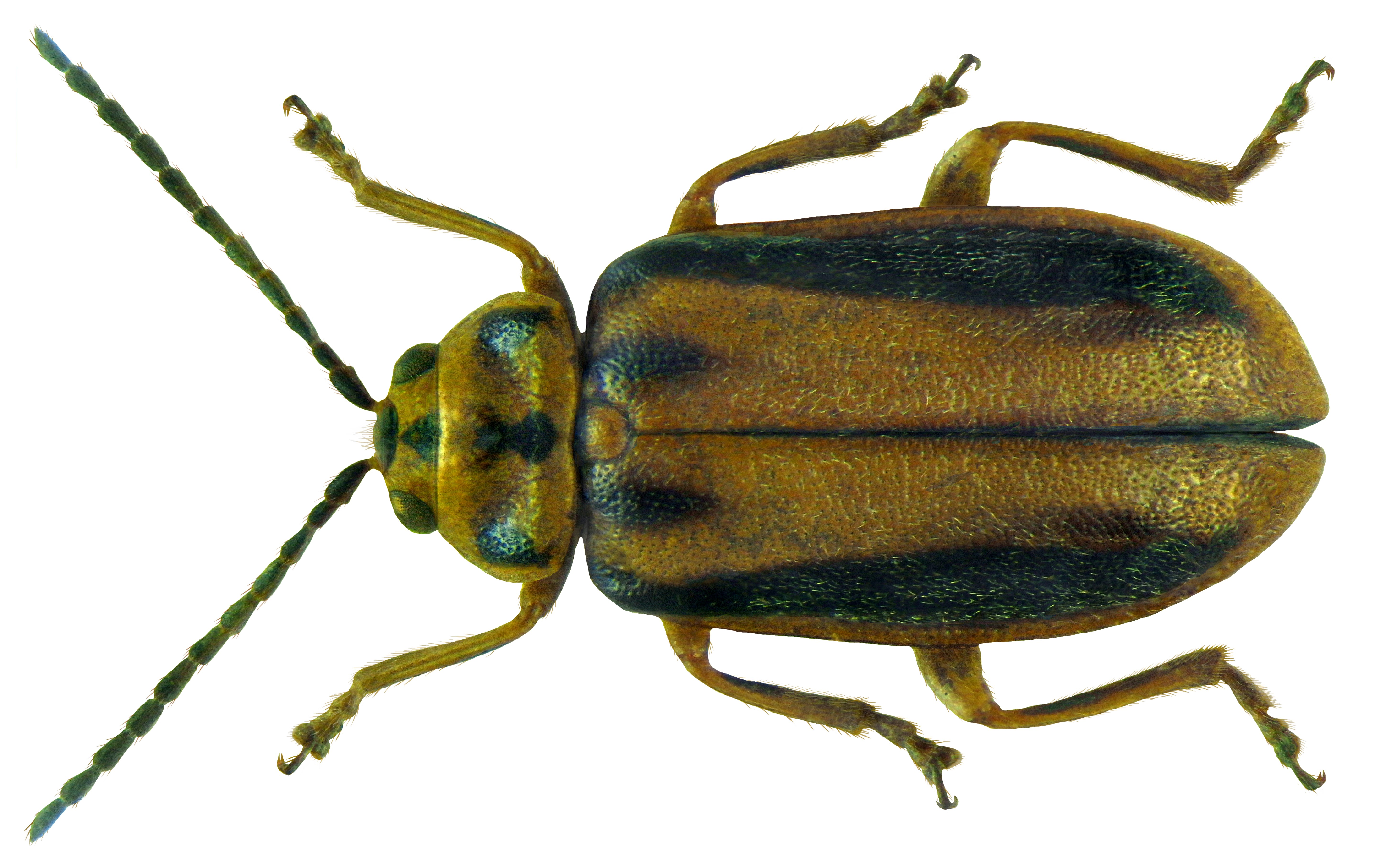
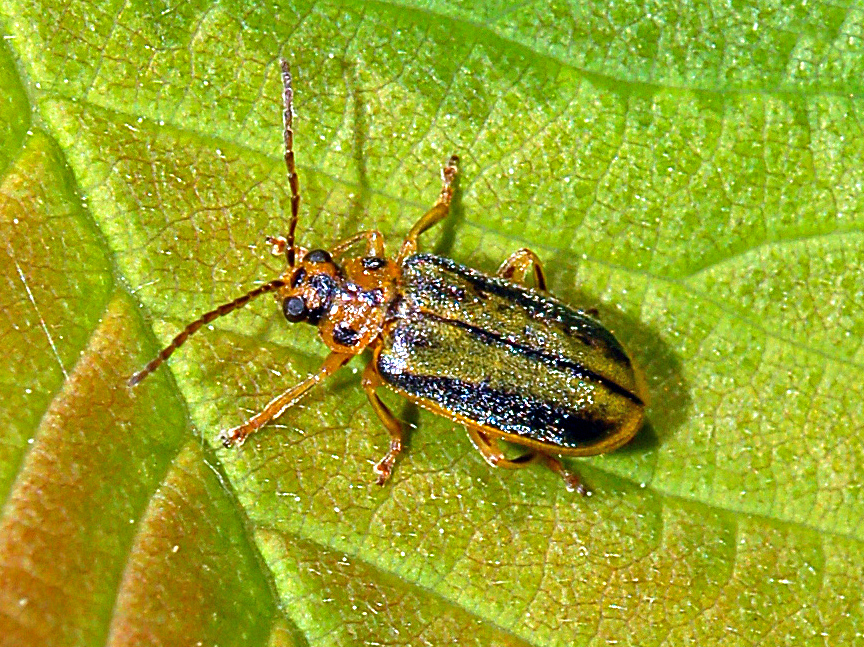
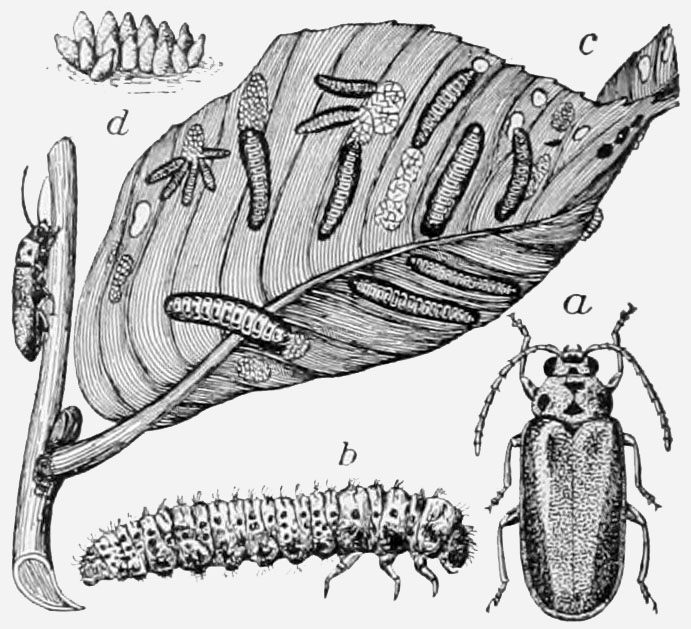